# Halictonomia steineri
Halictonomia steineri är en biart som beskrevs av Gregory B. Pauly 2001. Halictonomia steineri ingår i släktet Halictonomia och familjen vägbin. Inga underarter finns listade i Catalogue of Life.